# 海绿石
海绿石（英語：Glauconite），是含水的钾、铁、铝硅酸盐矿物。在矿物学上属于云母族矿物，从晶体结构上来说属于白云母亚族。化学式为（K,Na)(Al,Fe3+,Mg)2[(Al,Si)4O10](OH)2。

## 成分
海绿石的化学成分与云母相似，Al/Si值相比云母较小，K的数量较少，Na替代量可达0.5%。常含有Mg和Fe2+。

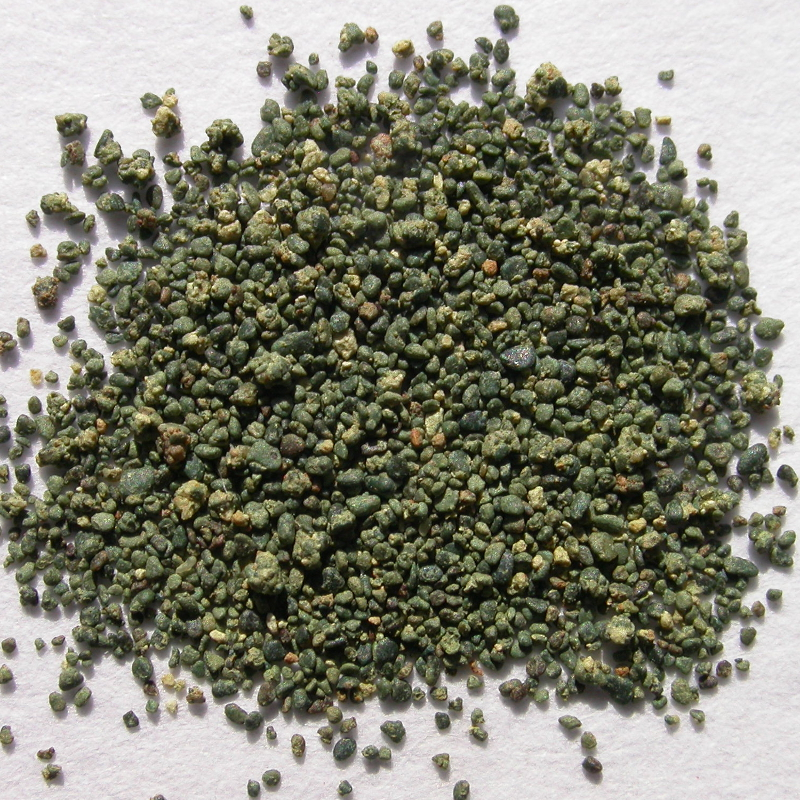
海绿石集合体

## 形态
晶体少见，常见细粒状或土状集合体。通常为数毫米的圆粒状、肾状，也可见呈黑云母或动物硅质骨骼的假象。

## 光学性质
海绿石的颜色为不同色调的绿色，如孔雀绿、鲜绿、褐绿等。

## 成因
海绿石的成因至今尚无定论，一般认为它是由无机矿物或有机物质在较还原的环境中转化而来。

## 产状
海绿石多集中于深度100~500m的大陆架和大陆坡上部，广泛地分布在现代沉积物和古代海相沉积岩之中，在古代沉积岩中有多种多样的产状。海绿石也可以出现在陆相湖泊和沉积地层中。

## 应用
海绿石是沉积学领域中的一种重要矿物，成熟的富钾的海绿石是沉积年代学中K-Ar、Rb-Sr年龄理想的测定对象。
海绿石可做肥料和土壤改良剂，还可用于处理水质、作颜料和玻璃的抛光剂。